# بلین ویلسون
بلین ویلسون (انگلیسی: Blaine Wilson؛ زادهٔ ۳ اوت ۱۹۷۴) ژیمناست هنری اهل ایالات متحده آمریکا بود.
وی در مسابقات کشوری و بین‌المللی در مجموع برندهٔ ۲ مدال نقره شده‌است.